# Триангулација
У својој геометријској интерпретацији триангулација је процес одређивања апсолутне или релативне позиције неке тачке уз помоћ мерења углова ка тој тачки у односу на друге две унапред познате тачке (основе). Овај приступ се разликује од трилатерације где се раздаљина мери директним методама.
Овај метод се заснива на прецизном мерењу дужине основе и углова ка жељеној тачки, и примени тригонометријских функција уз помоћ којих се добија позиција и удаљеност до тражене тачке.

## Пример триангулације у равни, рачунање раздаљине до жељене тачке уз помоћ дужине основе и два угла
У овом примеру подразумевамо релативно мале раздаљине за l и d, за случај већих раздаљина (поредивих са радијусом земаљске кугле) се мора применити сферна тригонометрија (тригонометрија на сфери). За мале раздаљине (до неколико километара) се може искористити следећи рачун:
{\displaystyle \ell ={\frac {d}{\tan \alpha }}+{\frac {d}{\tan \beta }}}
Дакле
{\displaystyle d=\ell \,/\,({\tfrac {1}{\tan \alpha }}+{\tfrac {1}{\tan \beta }})}
Користећи тригонометријске идентитете tan&nbsp;α =&nbsp;sin&nbsp;α&nbsp;/&nbsp;cos&nbsp;α и sin(α&nbsp;+&nbsp;β) =&nbsp;sin&nbsp;α&nbsp;cos&nbsp;β&nbsp;+&nbsp;cos&nbsp;α&nbsp;sin&nbsp;β, претходни израз постаје:
{\displaystyle d={\frac {\sin \alpha \sin \beta }{\sin(\alpha +\beta )}}\ell }

## Историја
Триангулација је позната од античког доба, у VI веку пре нове ере грчки филозоф Талес је израчунао висину пирамида тако што је измерио дужину пирамидине сенке у тренутку када је дужина његове сопствене сенке била једнака његовој висини (те је самим тим и висина пирамиде једнака дужини пирамидине сенке, због сличности троуглова). Проблеми овог типа су били познати древним египћанима, на пример проблем 57 са Ахмесовоg папируса говори о овоме. Кинески картограф и географ Lui Hui је у III веку користио триангулацију за мерење висине неприступачних литица.